# Campanar dels Dolors
El campanar dels Dolors, campanar de Manacor o Torre Rubí és una torre campanar adossada a l'absis de l'Església de Nostra Senyora dels Dolors de Manacor. D'estil neogòtic i amb els seus 75 metres d'altura, és el campanar més alt de les Illes Balears i la segona construcció més alta de l'illa de Mallorca, darrere les xemeneies d'Alcúdia. La seva imatge ha esdevingut un símbol de la ciutat de Manacor. El seu arquitecte fou Gaspar Bennàssar, que dona nom a la plaça on està situat, i el seu promotor fou el rector Rubí Pocoví, que dona nom a la torre.

## Història
L'antiga església parroquial de Manacor era coneguda amb el títol de Santa Maria de Manacor, fou començada devers el 1300 i acabada a finals del segle XVI. Aquesta, però, va ser esbucada per a construir l'actual temple neogòtic, cap al 1890. No va ser fins al 5 de desembre de 1905 que es beneí la primera pedra del nou campanar. Sembla que la construcció del campanar fou gràcies a la intenció del Montepío de dotar Manacor d'un rellotge públic. Aleshores es pensà en un campanar com el lloc més indicat per situar-lo. Gaspar Bennàssar, conegut popularment com s'Arquitecte, fou l'arquitecte de la impressionant torre. L'obra es va interrompre entre 1915 i 1922 i no es va acabar fins al 1923. Les campanes s'hi col·locaren el 1917.
L'any 1997 es reconstruí el pinacle del campanar, afectat pels crulls i la humitat. Els obrers van haver de pujar 70 metres a través d'un muntacàrregues dissenyat específicament per feines a gran altura. Van ser unes tasques laborioses per desmuntar peça a peça les pedres. Una feina que van fer obrers i especialistes de l'empresa manacorina Melchor Mascaró SA i que van durar quatre mesos.
En el 2019 es va rehabilitar l'escala de la torre i en el 2020 es varen netejar i fer manteniment dels canals. El 2022 es va anunciar que el campanar de Manacor, el mirador més alt de la ciutat, obriria finalment les seves portes a les visites ciutadanes. L'obertura a l'accés civil ajudaria també al finançament de la parròquia.

## Les campanes
Les campanes es troben íntimament lligades a la majoria de les representacions d'orde religiós i social. Anuncien les festes i les desgràcies, conviden els fidels a pregar pels difunts, a assistir a les misses i a complir els deures propis del cristianisme. La figura del campaner és d'introducció certament moderna. Fins al segle xix, els encarregats de fer-les sonar foren els escolans de la parròquia i les seves tasques eren molt més variades: tocar les campanes, netejar l'església, obrir i tancar el temple, manxar l'orgue, etc.
Sembla que la parròquia de Manacor posseí gairebé sempre cinc campanes de diferents mides. Normalment, les campanes tenen dos noms: l'oficialment i el malnom que emprava el poble. A Manacor fou molt usual copiar els de les campanes de la Seu. A hores d'ara, el campanar de Manacor té cinc campanes conegudes amb els noms de:
1. N’Eloi (la campana major): segons piadosa tradició, arribà al port de Manacor l'any 1260, però la seva primera menció és de l'any 1641. Avui en dia sona en "mi bemoll".[6]
2. Na Missetes: va ser fosa l'any 1816. Sona en "fa".[6]
3. N’Esperit: Prové de l'antic convent ciutadà dels Trinitaris, fou duita a Manacor el 1837 arran del procés desamortitzador. Porta les imatges del crucificat, la Immaculada, sant Joan de Malta, la creu de Malta i tres serafins.[6]
4. Na Vespretes: les notícies més antigues d'aquesta campana provenen del segle xix.[6]
5. Na Vicenta: fou construïda al mateix temps que na Vespretes l'any 1831 a Barcelona. Sona en "si bemoll".[6]

## Dades estilístiques

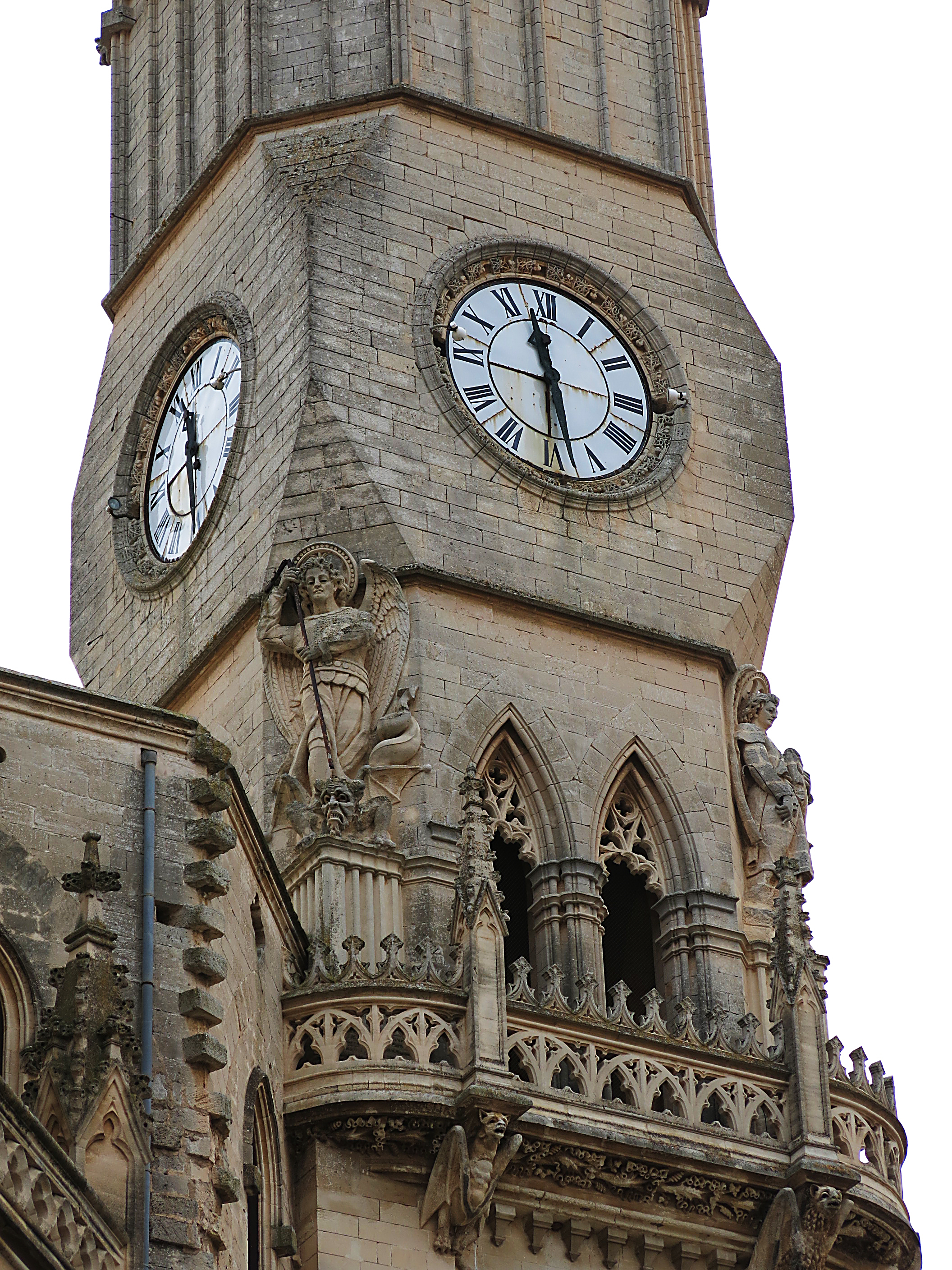
Obra escultòrica del campanar, sant Miquel a l'esquerra i Sant Rafel a la dreta

El campanar, adossat a l'absis de l'església és de planta quadrada i presenta diversos cossos superposats de diferents dimensions. Els dos inferiors tenen finestres sota arc apuntat. Segueix el que incorpora el rellotge i finalment el superior amb una galeria d'arcs cecs. S'asseu sobre un bassament dividit per impostes i el capcima una agulla en forma de pinacle. Destaca l'obra escultòrica, gàrgoles, calats, etc. que el decora així com les seves esveltes proporcions. Estilísticament, com l'església, s'adscriu al neogòtic (segona meitat del segle xix amb perduracions al XX), que en aquest cas recupera un gòtic alié a l'àmbit mallorquí. Tant la verticalitat com la profusa decoració són més pròpies d'un gòtic francès.
Antoni Pocoví fou l'escolà major de la parròquia de Nostra Senyora dels Dolors de Manacor durant la primera meitat del segle XX i l'autor de gran part de la decoració escultòrica, interior i exterior, de la nova església. Del campanar hi destaquen tres escultures:
- Al començament de l'escala de la torre campanar, es troba una petita figura de sant Rafel, realitzada en pedra. A la seva base hi ha la data de 1923. Segons Rafel Ferrer, Antoni Pocoví va perdre la vista mentre l'estava tallant i l'estàtua va quedar inacabada. A la túnica del sant encara es poden apreciar les marques del cisell.[7]
- A l'angle esquerre de la torre Rubí es troba una imatge de sant Miquel, vestit amb túnica i amb unes enormes ales. Sosté una llança de ferro, no de pedra, amb la qual llanceja el dimoni, representat com una mena de drac alat amb rosre antropomorf. La similitud d'aquest rostre amb la màscara del dimoni gros podria explicar-se pel fet que Antoni Pocoví, segons recorda la seva filla, va obrar una d'aquestes caretes per a les festes de Sant Antoni.[7]
- A l'angle dret, molt similar, es troba sant Rafel. També sosté una llança de ferro, a més del peix característic.[7]

Sota les escultures dels sants també hi ha dues figures que representen dos dracs alats.

## Galeria

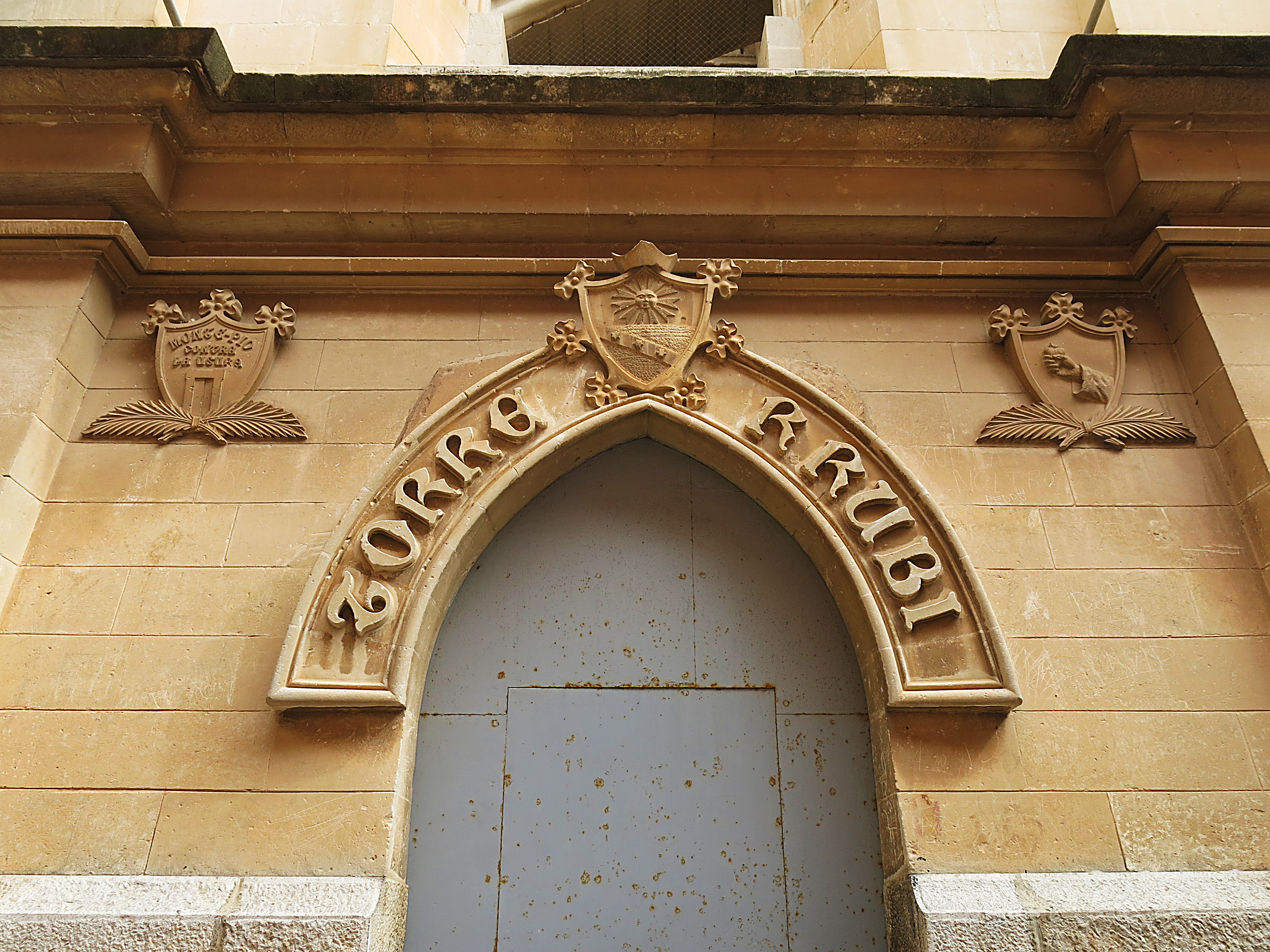
Base del campanar
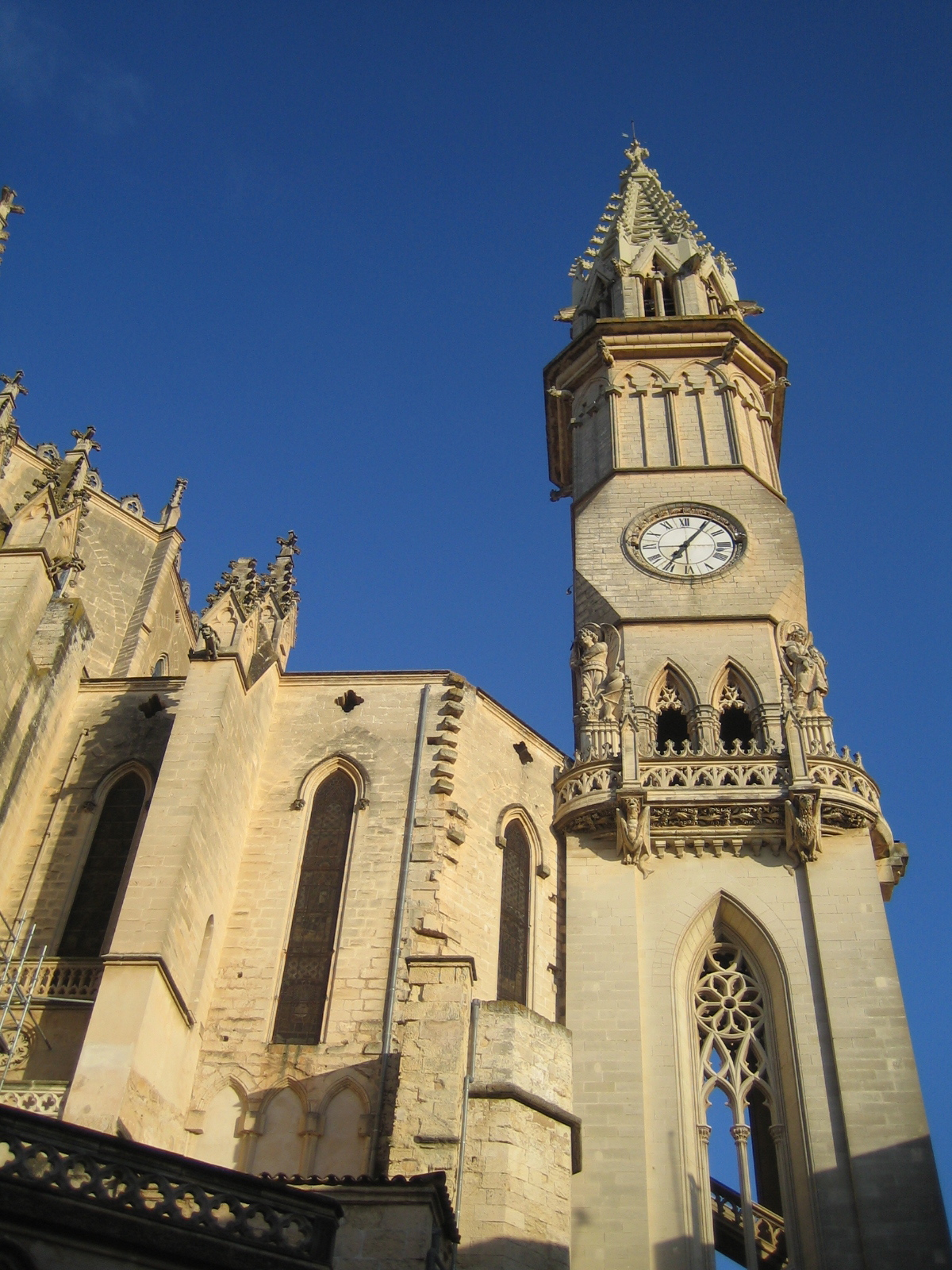
Vista des de la plaça Weyler
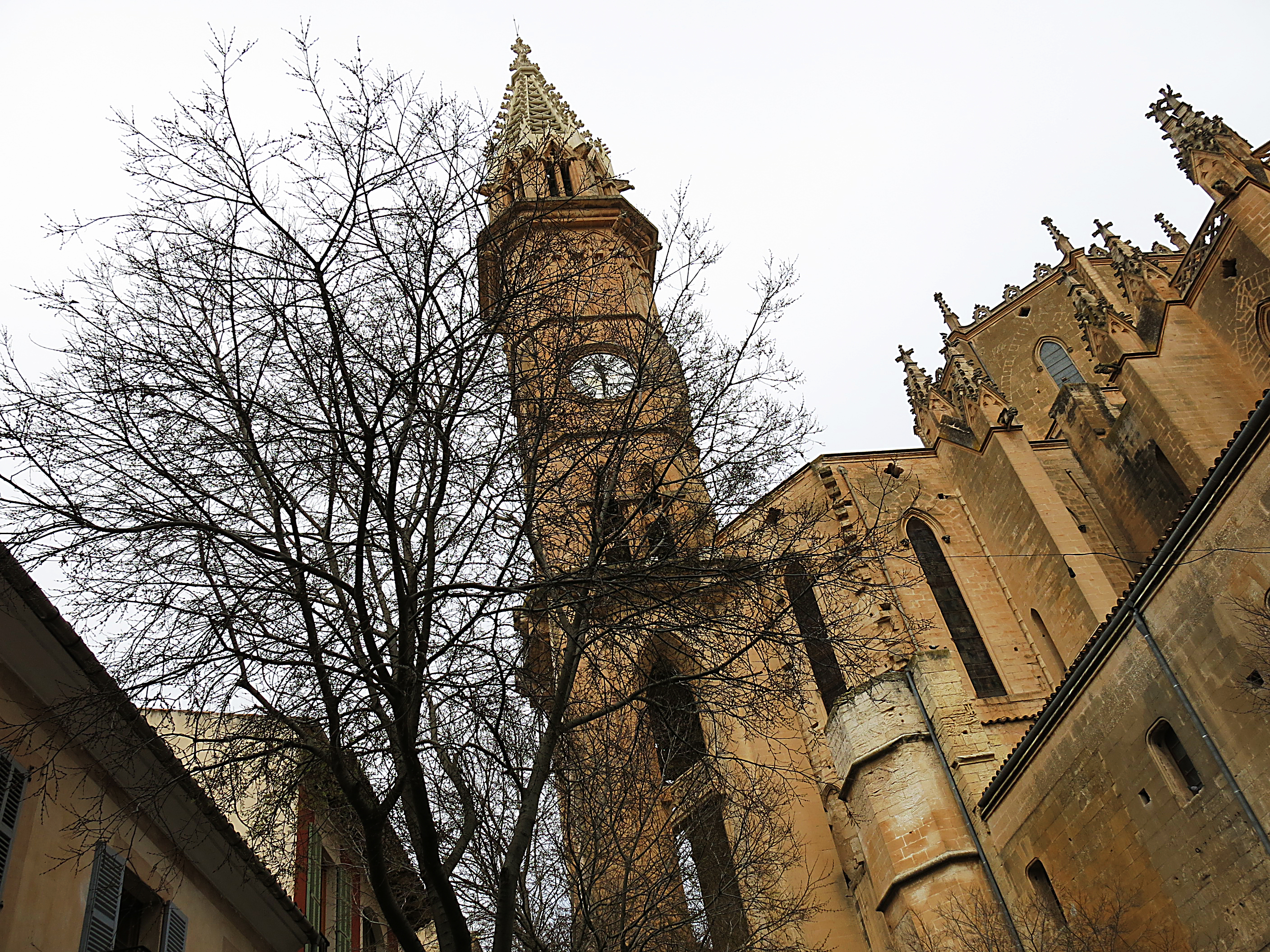
Vista des de la plaça de l'arquitecte Bennàssar
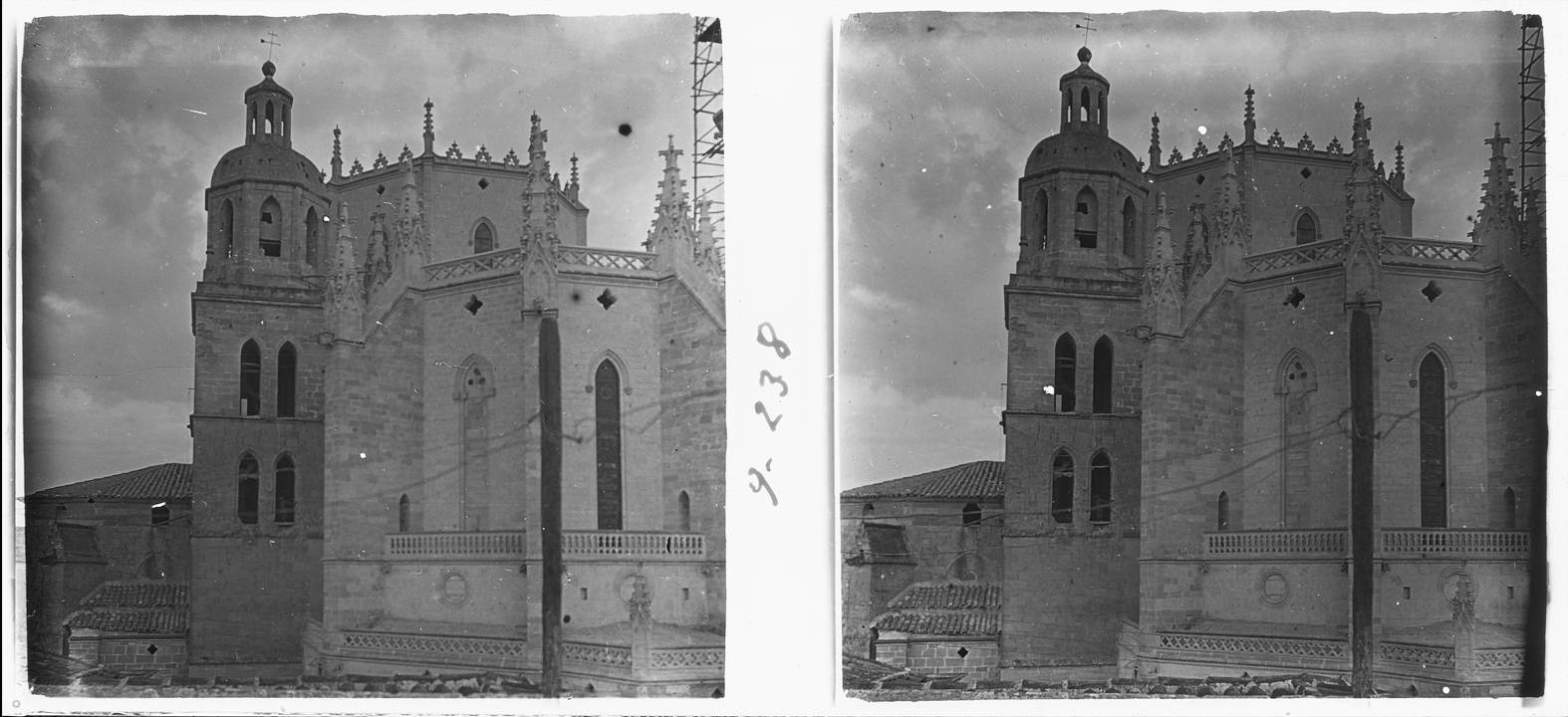
Antic campanar de Santa Maria de Manacor
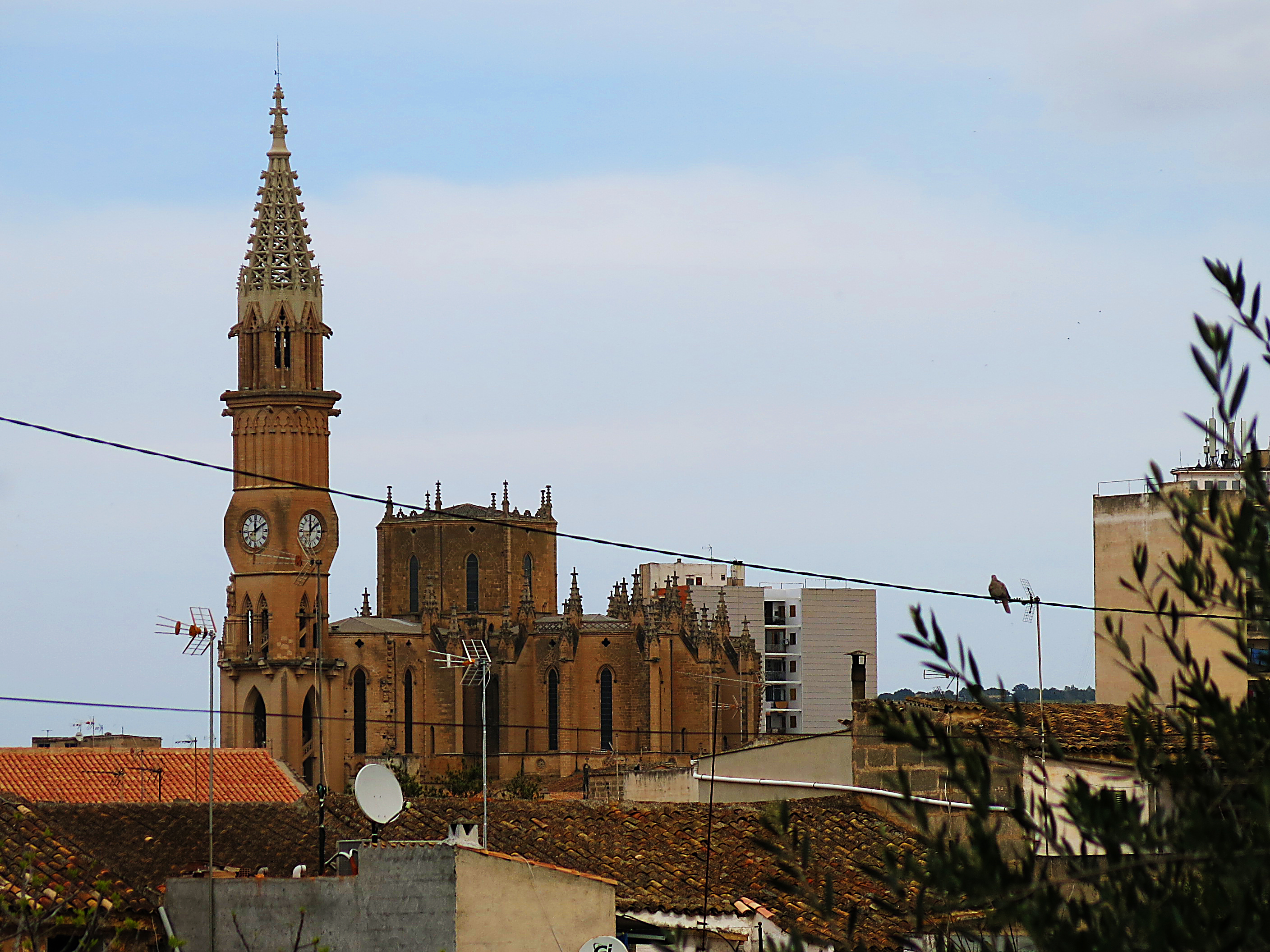
Vista general
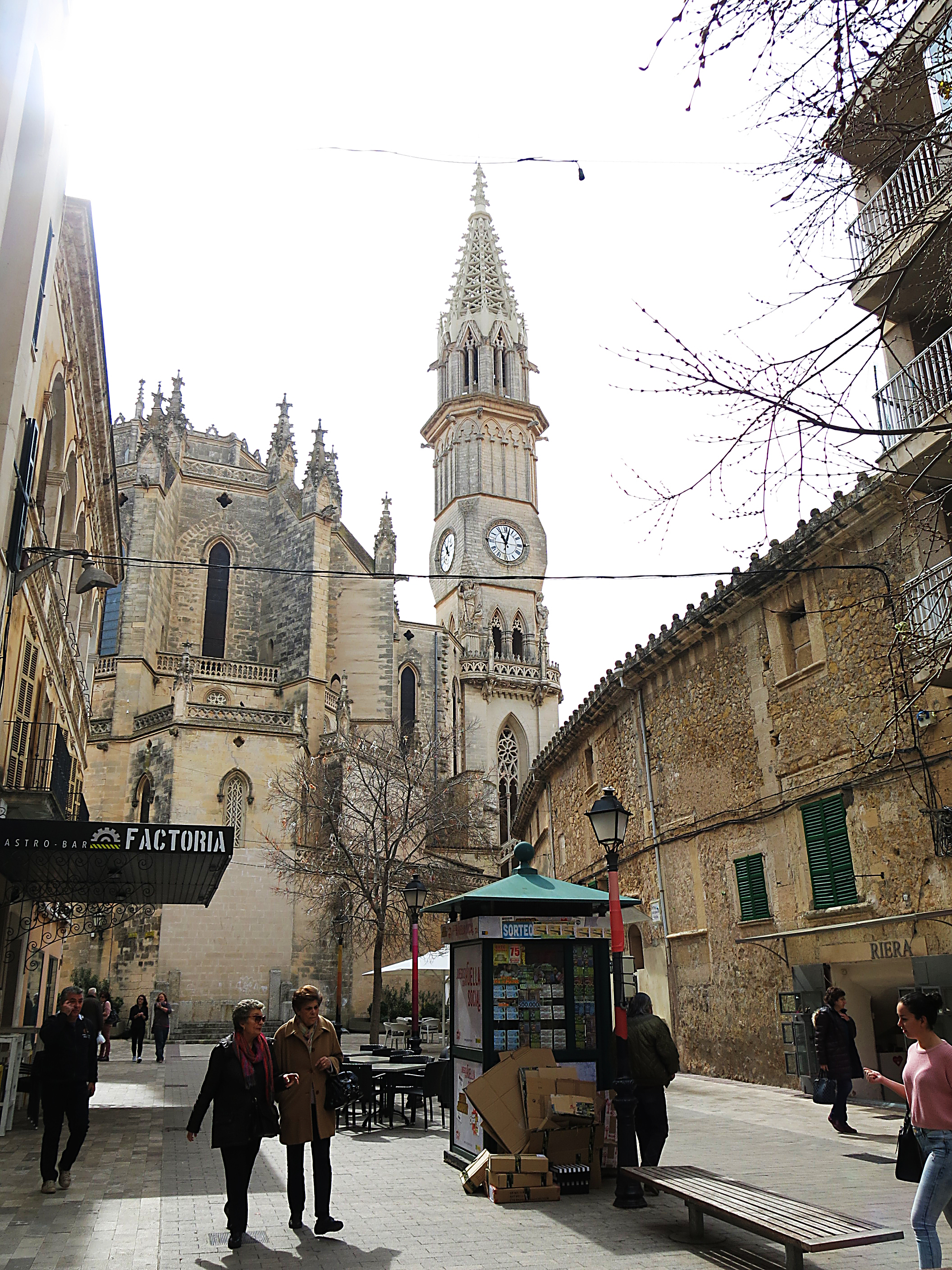
Plaça de Weyler amb vistes al campanar